# Ľudovítová
Ľudovítová est un village de Slovaquie situé dans la région de Nitra.

## Histoire
Première mention écrite du village en 1389.

## Démographie

### Évolution de la population
| Année:               | 1994. | 2004.    | 2014.   | 2024.   |
| -------------------- | ----- | -------- | ------- | ------- |
| Nombre de personnes: | 216   | 258      | 251     | 233     |
| Différence:          |       | +19,44 % | -2,71 % | -7,17 % |

| Année:               | 2023. | 2024.   |
| -------------------- | ----- | ------- |
| Nombre de personnes: | 236   | 233     |
| Différence:          |       | -1,27 % |